# Alice Bunker Stockham
Alice Bunker Stockham (Cardington, Ohio, 8 de novembre de 1833 - Alhambra, Califòrnia, 2 de desembre de 1912) fou una obstetra i ginecòloga estatunidenca, pionera en la defensa de la salut i la sexualitat de les dones. Fou la cinquena dona a rebre el títol de doctora en Medicina als Estats Units. Va fer campanya per la igualtat de gènere, la reforma del vestit, el control de la natalitat i la satisfacció sexual masculina i femenina, per tal que els matrimonis fossin feliços. I va escriure obres pioneres sobre la sexualitat femenina en un moment en què era encara un tabú.

## Biografia
Va néixer en una família quàquera, que havia adoptat la medicina i la hidropatia thomsonianes com a pràctica de vida i de curació alternatives. Quan tenia vint anys es va matricular a l'Eclectic Medical College de Cincinnati. Es va llicenciar en medicina el 1854 i es va especialitzar en pediatria i obstetrícia estudiant a Kansas, Indiana i Chicago. També va estudiar homeopatia el 1880 al Chicago Homeopathic College. Visqué a Evanston entre 1890 i 1910.
Viatjava i llegia molt i comptava entre els seus amics Lev Tolstoi. Va dictar conferències per alliberar les dones de l'ús de cotilles i de la roba constrictiva en què la moda les vestia; va participar públicament a favor de la masturbació tant per a dones com per a homes, alhora que defensava l'abstinència total del tabac i l'alcohol. De manera més àmplia, era una seguidora de l'emancipació femenina.
Stockham s'interessà especialment per la condició econòmica de les dones divorciades amb fills, però també de les prostitutes que volien sortir del carrer. Era conscient que aquestes persones no tenien habilitats per valorar i no podrien cuidar-se. Va fer imprimir pel seu compte el llibre Tokology: a book for every woman i el va fer repartir entre dones sense recursos per vendre'n còpies porta a porta. Cada còpia contenia un cupó signat per Stockham que donava a la persona que el portava el dret a una consulta ginecològica gratuïta, una pràctica força inusual per a l'època.

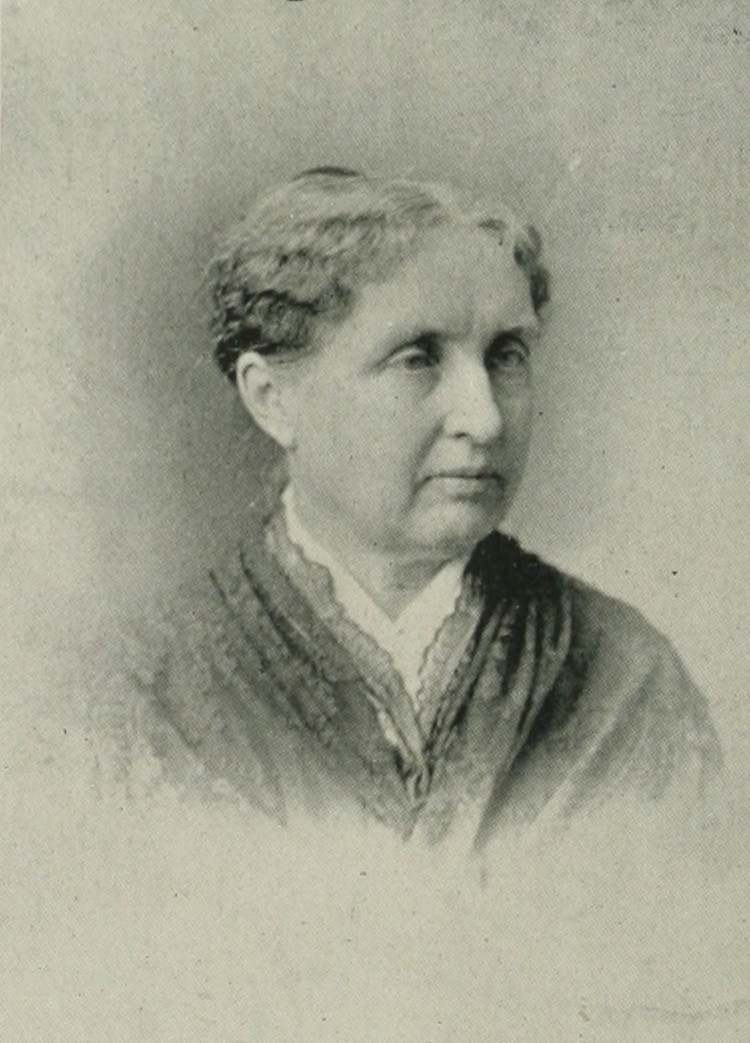
Alice B. Stockham

El seu llibre Tokology és una guia pràctica d'obstetrícia, ginecologia i pediatria primerenca, sense termes tècnics. També és una reivindicació del part sense dolor i d'un estil de vida saludable en general. El llibre està dedicat "a totes les dones, a les quals aquests ensenyaments estalviaran els patiments inherents al seu sexe".
El 1896 va publicar el llibre Karezza. Se centra en la pràctica mig espiritual i mig sexual inspirada en tècniques tàntriques de control corporal sense tenir-hi en compte ni el simbolisme ni la cultura tàntrica. Va presentar Karezza com un mitjà per aconseguir el control de la natalitat, la igualtat social i política de les dones, el plaer sexual i, per tant, la fidelitat matrimonial.
Va defensar el mètode Oneida, també conegut com a "continència masculina", pel qual els homes frenen la seva ejaculació i donen l'oportunitat a les dones d'experimentar l'orgasme. En escrits posteriors va promoure la necessitat simètrica de les dones de controlar el seu orgasme. Finalment, va rebutjar els mètodes de continència masculina a favor de la igualtat de gènere en el control de l'orgasme.

## Obra
Stockham va voler proporcionar a les dones informació mèdica bàsica sobre el funcionament del seu cos, tant pel que fa a l'embaràs i el part com a la sexualitat i la menopausa, per exemple. Amb aquesta finalitat va publicar diversos llibres, entre els quals: 
- Tokology: a book for every woman (1883)
- Koradine letter: a girl's own book (1893)
- Karezza, Ethics of marriage (1896)
- Tolstoi: A Man of Peace (1900)
- The lover's world: a wheel of life (1903)